# Pardosa mordagica
Pardosa mordagica är en spindelart som beskrevs av Tang, Urita och Song 1995. Pardosa mordagica ingår i släktet Pardosa och familjen vargspindlar. Inga underarter finns listade i Catalogue of Life.